# Augusta (titlu onorific)

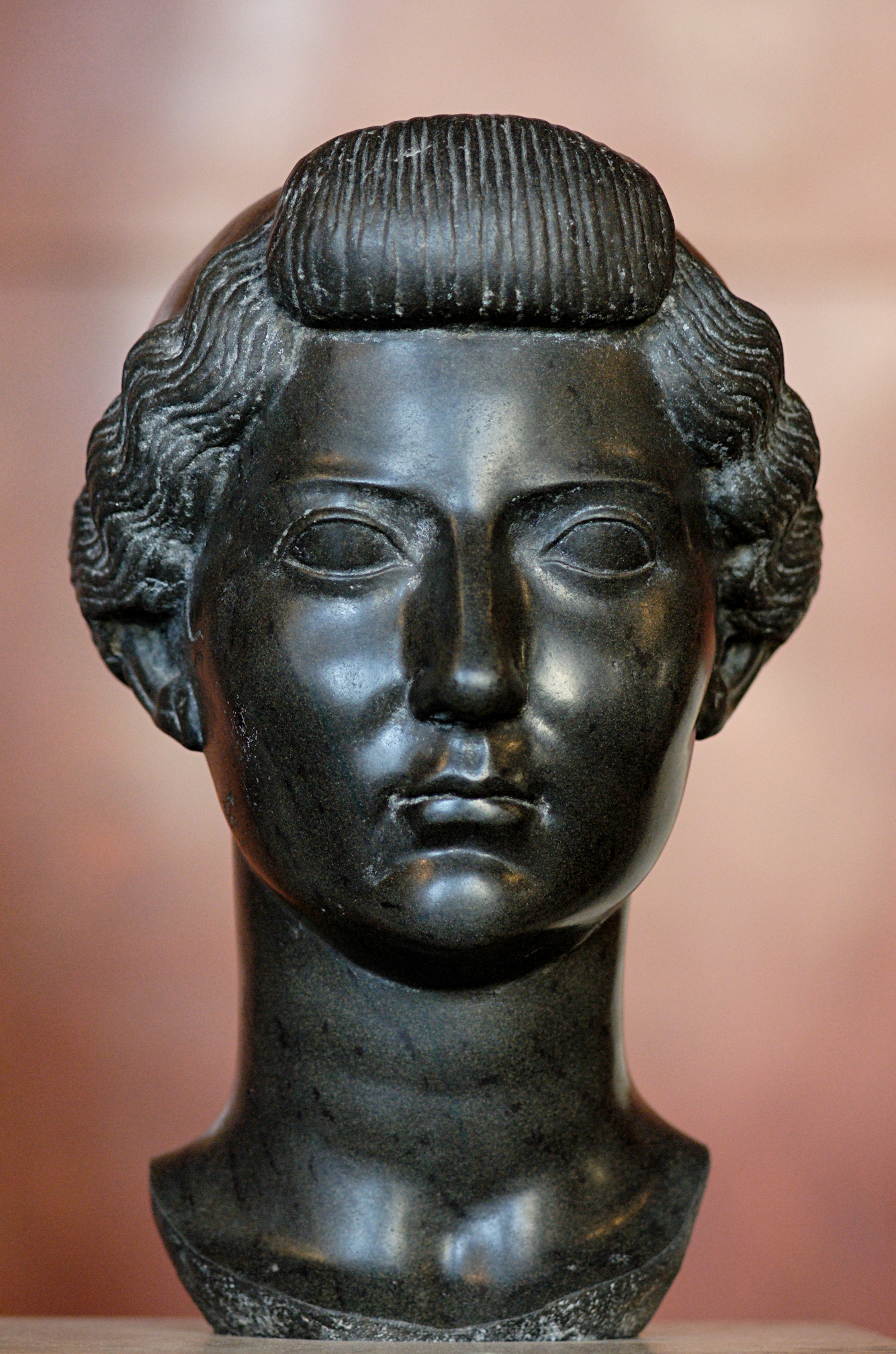
Livia, prima Augusta, în 14

Augusta (greacă: αὐγούστα)  a fost forma feminină a titlului Augustus. Acesta a fost, de obicei, dat soțiilor sau rudelor împăraților Imperiului Roman și a împăraților bizantini. În secolul al III-lea, Augustae puteau primi, de asemenea, titlurile de "Mater castrorum" și "Mater patriae". În timpul Dominatului, titlul a fost folosit mai rar: doar 9 din cele 30 de consoarte imperiale din perioada 324-527 au fost aclamate ca atare. Titlu s-a bucurat de un mare prestigiu, cu Augustae capabile de a emite monedă proprie, de a purta insigne imperiale, și de a avea propriile lor tribunale paralele.
În mod excepțional, Zenobia, regina din Palmyra, a luat titlul de Augusta, atunci când ea a luat Egiptul de la romani și s-a declarat ea însăși Regina Egiptului.

## Listă deAugustae
- 14: Livia Augusta, soția lui Augustus.
- 41: Antonia Minor, mama lui Claudius.
- 50: Agrippina Minor Iulia, soția lui Claudius.
- 64: Poppaea Sabina și  Claudia, soția și fiica lui Nero.
- înainte de 80: Flavia Domitilla, fiica lui Vespasian.

- 105: Pompeia Plotina și Ulpia Marciana, soția, respectiv sora lui Traian.
- 112: Salonina Matidia, nepoata lui Traian.
- 128: Vibia Sabina, soția lui  Hadrian.
- 138: Faustina cea Bătrână, soția lui Antoninus Pius.
- 146: Faustina cea Tânără, fiica lui Antoninus Pius, soția lui Marcus Aurelius, mama lui Commodus.
- 164: Lucilla, fiica lui Marcus Aurelius și soția lui Lucius Verus.
- 177: Bruttia Crispina, soția lui Commodus.
- 193: Manlia Scantilla și Didia Clara, soția și fiica lui Didius Iulianus.

- 210: Fulvia Plautilla, soția lui Caracalla
- 220: Aquilia Severa, a doua și a patra soție a lui Elagabalus.
- 220: Julia Avita Mamaea și Sallustia Orbiana, mama și soția lui Alexandru Sever.
- 238: Tranquillina, soția lui Gordian III.
- 240: Marcia Otacilia Severa, soția lui Filip Arabul.
- 240: Herennia Etruscilla, soția lui Decius, mama lui Herennius Etruscus și Hostilian.
- 250: Mariniana, soția lui Valerian.
- c. 250: Cornelia Salonina, soția lui  Gallienus.
- 253: Cornelia Supra, soția lui Aemilianus.
- 260: Sulpicia Dryantilla, soția lui Regalianus.

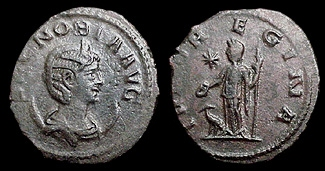
Zenobia monedă care arată titlul ei, "Augusta"

- 269: Zenobia, o regină razboinică care a cucerit Egiptul ocupat de roman, devenind regină a Egiptului sub titlul de Augusta
- 274: Ulpia Severina, soția lui Aurelian,
- 283: Magnia Urbica, soția lui  Carinus.

- 308: Galeria Valeria, fiica lui Dioclețian și soția lui Galerius.
- după 312: Helena și Constantina, mama și fiica lui Constantin I.
- 324 sau 325: Fausta, cea de-a doua soție a lui Constantin cel Mare.
- între 364 și 378: Albia Domnica, soția lui Valens.
- înainte de 385: Aelia Flaccilla, soția lui Teodosie I.
- cca. 416?: Galla Placidia, fiica lui Theodosius I, soția lui Constantius III, mama lui Valentinian III.

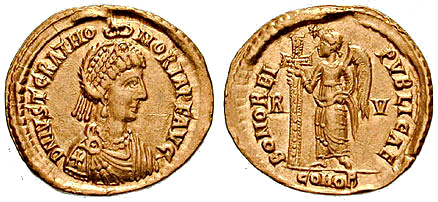
Justa Grata Honoria, Augusta în cca. 440

- 439: Licinia Eudoxia, soția lui  Valentinian III

- c. 440: Justa Grata Honoria, sora lui  Valentinian III.
- 475: Zenonis, soția lui Basiliskos.
- 527: Theodora, soția lui  Iustin I.
- 639: Augustina and Martina, fiicele lui  Heraclius I.
- 642: Fausta, soția lui Constans al II-lea Bărbosul. Atenție! Valentin (general bizantin) era tatăl Faustei.
- 795: Theodote, a doua soție a lui Constantine VI.
- 830: Theodora, soția lui Theophilos și regent.
- 830: Thekla, Anna și Anastasia, fiicele lui  Theophilos.
- 1081: Anna Dalassena, mama lui Alexios I Comnen.